# Morten Gamst Pedersen
Morten Gamst Pedersen (født 8. september 1981 i Vadsø, Norge) er en norsk fodboldspiller, der spiller hos Tromsø i Norge. Tidligere har han spillet en årrække hos Blackburn i England, samt for Rosenborg.

## Landshold
Gamst står noteret for 83 kampe og 17 mål for Norges landshold, som han debuterede for den 18. februar 2004 i et opgør mod Nordirland. Han scorede sit debutmål i denne kamp, og yderligere ét mål. Siden da har han været en fast del af det norske landshold, men har ikke kunnet hjælpe det til kvalifikation til en større turnering.